# Stateline
Stateline ist ein Census-designated place im Douglas County in Nevada. Das U.S. Census Bureau hat bei der Volkszählung 2020 eine Einwohnerzahl von 595 ermittelt. Er liegt an der Grenze zu Kalifornien und am Südufer des Lake Tahoe. Durch Stateline verläuft der U.S. Highway 50 sowie die Nevada State Route 207.
Da in Nevada das Glücksspiel erlaubt ist, besteht der Ort aus mehreren Großhotels mit Spielcasinos. Die Touristen aus dem unmittelbar benachbarten South Lake Tahoe in Kalifornien nutzen hier die Gelegenheit zum Glücksspiel.
Der Ort beeindruckt durch seine alpine Umgebung. Eine Seilbahn führt in das 2540 Meter hoch gelegene Skigebiet des Heavenly Valley.

## Besonderes
- Im Jahr 1963 wurde Frank Sinatra jr. aus seinem Zimmer im Harrah’s in Stateline mit Waffengewalt entführt.
- Am 27. August 1980 kam es bei dem Versuch, einen versteckten Sprengkörper zu entschärfen, zur Bombenexplosion im Harvey’s Resort Hotel.
- Im Jahr 1998 verunglückte Sonny Bono (der männliche Teil des Gesangduos Sonny and Cher) bei einem Skiunfall im Gebiet des Heavenly Valley Ski Resort tödlich.